# Vácimo
Vácimo (em grego: Ουάκιμος; romaniz.: Ouákimos) foi um oficial godo do século VI, ativo no Reino Ostrogótico. Aparece em meados do verão de 538, quando foi enviado pelo rei Vitige (r. 536–540) para unir forças com a guarnição gótica de Áuximo, em Piceno, e então atacar Ancona. É incerto se substituiu o comandante anterior Visando.